# Żnińska Kolej Powiatowa 7 und 8
Die schmalspurigen Schlepptender-Dampflokomotiven 7 und 8 der Żnińska Kolej Powiatowa (bis 1920 deutsch Zniner Kreisbahn) wurden ab 1927 auf deren Schmalspurnetz mit einer Spurweite von 600 mm eingesetzt. Nach einer anderen Quelle wurden sie zunächst mit den Nummern 11 und 12 bezeichnet. 1945 erhielten sie die Nummern 5 und 6 getragen. Sie wurden nach dem Zweiten Weltkrieg von den Polnischen Staatsbahnen PKP übernommen und zuerst als Py2-731 und 732, später als Py27-731 und 732 bezeichnet.

## Geschichte
Nach zwei Lokomotiven von Orenstein & Koppel beschaffte die Żnińska Kolej Powiatowa zwei weitere Lokomotiven. Sie wurden als Schlepptenderlokomotiven der Bauart Cn2 mit den Fabriknummern 92 und 93 von der Warszawska Spółka Akcyjna Budowy Parowozów (WSABP) in Warschau gebaut und 1927 mit den Nummern 7 und 8 in Betrieb genommen. 1945 erhielten  die beiden Lokomotiven zunächst die Nummern 5 und 6, nach Übernahme von Bahn und Fahrzeugen durch die Polskie Koleje Państwowe (PKP) 1949 die Nummern. Py2-731 und 732. Ab 1957 wurden beide Lokomotiven für etwa zehn Jahre nach Myszyniec zur Ostrołęcka Kolej Dojajazdowa weitergegeben und kehrten danach zurück nach Żnin. In Myszyniec wurden sie 1961 zu Py27-731 und 732 umgenummert.
Als erste Lokomotive wurde die Py27-732 1969 ausgemustert, 1971 folgte die Py27-731, jedoch liegen Bildbelege für PY27-732 auch noch danach vor. Für die Verschrottung wird das Jahr 1974 angegeben.

## Konstruktion
Die Zweizylinder-Nassdampflokomotiven waren mit Flachschiebern ausgerüstet. Die Steuerung war Bauart Heusinger. Die Räder waren im einfachen Blechrahmen gelagert und mit Blattfedern oberhalb der Achslager abgefedert. Treibachse war die dritte Achse. Die erste und die dritte Achse waren fest im Lager eingesetzt. Die zweite Achse besaß ein seitliches Spiel von ±5 mm, das ermöglichte der Lok, einen Halbmesser von 20 m zu befahren.
Der Kessel war mit einer Kupferfeuerbüchse ausgerüstet und lag in der Mitte 1800 mm über der Schienenoberkante. Auf dem Kessel saßen hinter dem Schornstein ein Sandkasten, das Kesselspeiseventil, der Dampfdom, ein Sicherheitsventil Bauart Pop und vor dem Führerhaus eine Dampfpfeife. Gesandet wurden die erste und zweite Achse von vorn. Gespeist wurde von zwei Injektoren von Friedmann mit einer Leistung von 60 l Wasser pro Minute.
Die Rauchkammer besaß einen Funkenfänger. Seitlich des Kessels waren zwei Wasserbehälter mit einem Inhalt von 0,9 m³. Zusätzlich konnten im linken Behälter auch 0,3 t Kohlen mitgeführt werden, was zur Erhöhung des Reibungsgewichtes diente. Im Tender wurden 3,6 m³ Wasser und 1,5 t Kohlen gebunkert. Zum Wasserfassen waren die Lokomotiven mit einer Saugpumpe ausgerüstet, um mit einem Wasserschlauch auch Wasser aus Bächen aufzunehmen.
Sie besaßen eine Dampfbremse und eine Wurfhebelbremse. Die Bremse wirkte auf eine gemeinsame Welle, von der alle drei Achsen einseitig abgebremst wurden. Ausgerüstet waren sie mit einer Balancierhebelkupplung. Der zweiachsige Tender besaß eine Handbremse, die beide Achsen einseitig abbremsen konnte. Anfangs hatten die Lokomotiven eine Petroleumbeleuchtung, nach dem Zweiten Weltkrieg wurde diese im Ausbesserungswerk Nowy Sącz auf elektrische Beleuchtung mit Turbogenerator für 24 V umgestellt.